# Anton Edthofer
Anton Edthofer (18 de septiembre de 1883-21 de febrero de 1971) fue un actor teatral y cinematográfico austriaco.

## Biografía
Su nombre completo era Anton Franz Edthofer, y nació en Viena, Austria. Hizo su debut en 1904 en el Intimes Theater de Múnich, tras lo cual actuó como invitado en el Landestheater de Linz. En 1906 se trasladó al Raimundtheater de Viena, y tres años después al Volkstheater de la misma ciudad, a cuya compañía perteneció hasta el año 1920. A principios de los años 1920 actuó en el Staatliches Schauspielhaus, y más tarde en el Deutsches Theater de Berlín bajo la dirección de Max Reinhardt. A partir de 1923 actuó en escenarios de Berlín y Viena, y desde 1929 formó parte del elenco del Theater in der Josefstadt, que siguió siendo su hogar artístico hasta su muerte. En sus inicios encarnaba a personajes juveniles, vividores y cómicos, pero con el tiempo fue interpretando personajes de obras tanto clásicas como modernas, con un repertorio en el que aparecían obras de Gerhart Hauptmann, Máximo Gorki, Frank Wedekind o George Bernard Shaw.
Actuó en el cine por vez primera en 1912, con un pequeño papel en la producción vienesa Der Unbekannte, de Luise Kolm. En 1918 fue Osvald en la versión cinematográfica que Otto Kreisler rodó de la obra de Henrik Ibsen Espectros. Al igual que en el teatro, en el cine mudo Edthofer desarrolló una amplia variedad de papeles, actuando en melodramas, películas de aventuras y de temática  criminal, y trabajando con directores de renombre como Otto Rippert, Fritz Lang, Friedrich Wilhelm Murnau, Karl Grune o Robert Wiene.
Sus papeles más importantes en el Theater in der Josefstadt fueron el de Malvolio en Noche de reyes (de Shakespeare), el rey Felipe II Don Carlos (de Friedrich Schiller), Der Schwierige (de Hugo von Hofmannsthal), el Profesor Henry Higgins en Pigmalión (de George Bernard Shaw), el Pastor Manders en Espectros (de Henrik Ibsen), o Willy Loman en Muerte de un viajante (de Arthur Miller). Una de sus interpretaciones más recordadas fue la del Barón en la pieza teatral de Máximo Gorki Los bajos fondos.
Entre 1919 y 1924 estuvo casado, en segundas nupcias, con la actriz teatral austriaca Margarete von Bukovics. Tuvo una apasionada relación sentimental con Helene Thimig, la mujer de Max Reinhardt, que tras el Anschluss se exilió en los Estados Unidos junto a su marido. A su regreso a Austria, la pareja se casó en julio de 1948. Su esposa lo sobrevivió tres años. Anton Edthofer falleció en Viena en el año 1971. Fue enterrado en el Cementerio Südwestfriedhof de Viena, en la tumba Gruppe W, Nr. 1.

## Premios
- 1949 : Anillo Max Reinhardt (otorgado por el Theater in der Josefstadt – Edthofer fue el primero en recibir ese premio)
- 1955 : Orden al Mérito de la República de Austria[1]
- 1960 : Medalla Josef Kainz por su papel de Daniel Monnerie en Der verborgene Strom, de Ruth Goetz y Augustus Goetz
- 1963 : Nombramiento honorífico de Kammerschauspieler

## Filmografía (selección)
- 1918 : Gespenster
- 1918 : So fallen die Lose des Lebens
- 1918 : Das Opfer
- 1920 : Gräfin Walewska
- 1921 : Das Geheimnis von Bombay
- 1922 : El nuevo fantomas
- 1923 : Nora
- 1923 : Die Prinzessin Suwarin
- 1923 : Bob und Mary, de Max Glass
- 1923 : Die Straße
- 1927 : Die Strecke, de Max Neufeld
- 1928 : Artisten, de Géza von Bolváry
- 1929 : Das brennende Herz
- 1931 : Arm wie eine Kirchenmaus
- 1932 : Der träumende Mund
- 1934 : Csibi, der Fratz
- 1934 : Eine Frau, die weiß, was sie will, de Víctor Janson
- 1935 : Pygmalion, de Erich Engel
- 1935 : Die Pompadour, de Willy Schmidt-Gentner
- 1936 : Die Leuchter des Kaisers, de Karl Hartl
- 1937 : Die unentschuldigte Stunde, de E. W. Emo
- 1948 : Das andere Leben, de Rudolf Steinboeck
- 1948 : Der Engel mit der Posaune
- 1949 : Wiener Mädeln
- 1950 : The Angel with the Trumpet, de Anthony Bushell